# NGC 3121
NGC 3121 (również PGC 29387 lub UGC 5450) – galaktyka eliptyczna (E), znajdująca się w gwiazdozbiorze Lwa. Odkrył ją William Lassell 31 marca 1848 roku. Galaktyka ta prawdopodobnie oddziałuje grawitacyjnie z sąsiednią, słabiej widoczną PGC 93103, niektóre źródła jako NGC 3121 oznaczają parę tych galaktyk. Niektórzy badacze uważają, że obiekt NGC 3119 zaobserwowany przez Alberta Martha 14 grudnia 1863 roku to błędnie skatalogowana obserwacja NGC 3121.